# Danny Bonaduce
Dante Daniel „Danny“ Bonaduce (* 13. August 1959 in Broomall, Delaware County, Pennsylvania) ist ein US-amerikanischer Schauspieler, Synchronsprecher, Radiomoderator und Wrestler. Er wurde Ende der 1960er und Anfang der 1970er Jahre als Kinderdarsteller einem breiten Publikum bekannt und wurde 2019 auf Platz acht der 100 Greatest Kid Stars Cast List aller Zeiten gewählt.

## Leben
Bonaduce ist der Sohn von Betty Bonaduce (1924–2022) und des Drehbuchautors Joseph Bonaduce (1927–2004). Er wuchs mit einem älteren Bruder und einer älteren Schwester auf. Er besuchte gemeinsam mit Sänger Michael Jackson und dem Schauspieler Christian Brando die Highschool. Er bekam Schauspielunterricht von der Schauspielerin Shirley Jones und erhielt über 20 Jahre Kampfkunstunterricht von Chuck Norris.
Bonaduce war bisher dreimal verheiratet. Die erste Ehe hielt von 1985 bis 1988. Von 1990 bis 2008 war er mit der Reality-TV-Schauspielerin Gretchen Bonaduce verheiratet. Aus der Ehe folgten eine Tochter und ein Sohn. Seit 2010 ist er mit Amy Railsback verheiratet. Er ist bekennender Republikaner.

## Karriere
Bonaduce begann ab 1967 als Kinderdarsteller in einzelnen Episoden verschiedener Fernsehserien mit dem Schauspiel. Er wurde national bekannt durch seine Verkörperung des Charakters Danny Partridge in insgesamt 96 Episoden der Fernsehserie Die Partridge Familie von 1970 bis 1974. Anschließend folgten in den 1970er Jahren weitere Besetzungen in verschiedenen Film- und Fernsehproduktionen sowie Episodenrollen in Fernsehserien. Ihm gelang der Schritt vom erfolgreichen Kinderdarsteller zum ebenfalls erfolgreichen Erwachsenendarsteller nicht, der Durchbruch blieb ihn verwehrt.
In den 1980er und 1990er Jahren hatte er Nebenrollen in Filmen und war in einzelnen Episoden bekannter US-amerikanischer Fernsehserien wie Full House, Eine schrecklich nette Familie, Die wilden Siebziger oder Monk zu sehen. Während dieser Zeit arbeitete er beim Radiosender MotorMouth Radio.
1994 debütierte er in einem Profikampf als Wrestler und hatte in unregelmäßigen Abständen Kämpfe meistens gegen andere ehemalige Schauspieler. Er gehörte zum Cast der Fernsehserie Hulk Hogan’s Celebrity Championship Wrestling.
Die Abstände zwischen Engagements nahmen immer mehr zu. Zur Jahrtausendwende war er vereinzelt in Episodenrollen zu sehen und wirkte in B-Movies wie Bigfoot – Die Legende lebt! mit. Bonaduce übernahm immer wieder Synchronisationsarbeiten für überwiegend Zeichentrickfilme oder -serien.

## Filmografie

### Schauspiel
- 1967: Accidental Family (Fernsehserie, Episode 1x06)
- 1967: Der Mann von gestern (The Second Hundred Years) (Fernsehserie, Episode 1x15)
- 1969: Der Geist und Mrs. Muir (The Ghost & Mrs. Muir) (Fernsehserie, Episode 1x23)
- 1969: Mayberry R.F.D. (Fernsehserie, 3 Episoden, verschiedene Rollen)
- 1969: Verliebt in eine Hexe (Bewitched) (Fernsehserie, 2 Episoden, verschiedene Rollen)
- 1969: The Fight (Kurzfilm)
- 1969–1970: Das ist meine Welt (My World and Welcome to It) (Fernsehserie, 2 Episoden, verschiedene Rollen)
- 1970: The Good Guys (Fernsehserie, Episode 2x15)
- 1970–1974: Die Partridge Familie (The Partridge Family) (Fernsehserie, 96 Episoden)
- 1972: Call Holme (Fernsehfilm)
- 1972: Invitation to a March (Fernsehfilm)
- 1974: Partridge Family 2200 AD (Fernsehserie, 3 Episoden)
- 1975: Shazam! (Fernsehserie, Episode 2x06)
- 1975: Police Story (Fernsehserie, Episode 3x08)
- 1975: Murder on Flight 502 (Fernsehfilm)
- 1976: Bakers Habicht (Baker's Hawk)
- 1978: Eight Is Enough (Fernsehserie, Episode 2x15)
- 1978: California Highway
- 1978: Wiedergeboren (Born Again)
- 1978: Fantasy Island (Fernsehserie, Episode 2x07)
- 1978: CBS Afternoon Playhouse (Fernsehserie, 5 Episoden)
- 1978–1983: CHiPs (Fernsehserie, 4 Episoden, verschiedene Rollen)
- 1979: American Teens (H.O.T.S.)
- 1979: California Fever (Mini-Fernsehserie, Episode 1x09)
- 1985: Der tödliche Feind (Deadly Intruder)
- 1988: Full House (Fernsehserie, Episode 2x12)
- 1993: America’s Deadliest Home Video
- 1994: Eine schrecklich nette Familie (Married… with Children) (Fernsehserie, Episode 8x16)
- 1996: Boston College (Fernsehserie, Episode 2x12)
- 1998, 2001: Die wilden Siebziger (That ’70s Show) (Fernsehserie, 2 Episoden)
- 1999: Pacific Blue – Die Strandpolizei (Pacific Blue) (Fernsehserie, Episode 4x15)
- 1999: Diagnose: Mord (Diagnosis Murder) (Fernsehserie, Episode 6x20)
- 1999: Come On, Get Happy: Die Partridge Familie (Fernsehfilm)
- 1999: Sabrina – Total Verhext! (Sabrina, the Teenage Witch) (Fernsehserie, Episode 4x12)
- 2002: Girlfriends (Fernsehserie, Episode 2x18)
- 2002: The Rerun Show (Fernsehserie, Episode 1x01)
- 2003: Monk (Fernsehserie, Episode 2x08)
- 2003: Dickie Roberts: Kinderstar (Dickie Roberts: Former Child Star)
- 2003: Rock Me, Baby (Fernsehserie, Episode 1x07)
- 2005: The New Partridge Family (Fernsehfilm)
- 2005: Office Girl (Less than Perfect) (Fernsehserie, Episode 3x15)
- 2006: CSI: Vegas (Fernsehserie, 3 Episoden)
- 2012: Bigfoot – Die Legende lebt! (Bigfoot) (Fernsehfilm)
- 2013: The (206) (Fernsehserie, Episode 2x01)
- 2019: The Kids Are Alright (Fernsehserie, Episode 1x17)

### Synchronisation

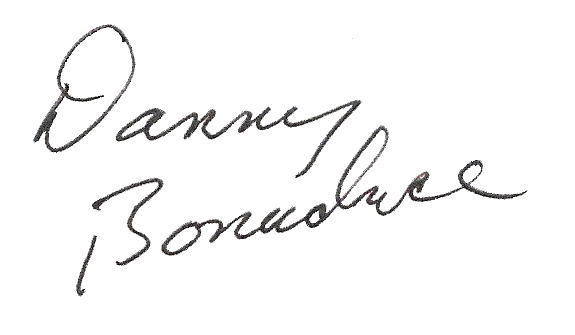
Unterschrift von Danny Bonaduce

- 1973: Zuckermann's Farm – Wilbur im Glück (Charlotte's Web) (Zeichentrickfilm)
- 1973: Goober and the Ghost Chasers (Zeichentrickserie, 8 Episoden)
- 1977: Fred Flintstone and Friends (Zeichentrickserie)
- 1996–1997: Biography (Fernsehreihe, 2 Episoden)
- 2002: Ozzy & Drix (Zeichentrickserie, Episode 1x06)
- 2005: Lil' Pimp (Zeichentrickfilm)
- 2006: Dr. Dolittle 3